# Distretto di Pallisa
Il distretto di Pallisa è un distretto dell'Uganda, situato nella Regione orientale.